# Grajewo
Grajewo (udtale: [ɡraˈjɛvɔ])  er en by  i den nordvestlige del af voivodskabet Podlaskie i det nordøstlige Polen,  med   21.395(2021)  indbyggere og et areal på 18,93 km².  Den  er administrationsby i powiatet (amt) Grajewo. Den ligger  i den historiske region Masovien, nær grænsen til Podlasie og Masurien.

## Historie
Oprindeligt var området beboet af Jotvingere.
Det moderne Grajewo eksisterede fra  begyndelsen af det 15. århundrede. Den første dokumenterede omtale er fra år 1426. I slutningen af det 15. århundrede var landsbyen et lille centrum for handel og håndværk. I 1540 fik byen kommunale rettigheder fra den polske konge Sigismund 1. den Gamle. I 1656, under Karl 10. Gustavs polske krig (den polsk-svenske krig), fandt Slaget ved Prostki sted i nærheden, og byens befolkning faldt dramatisk som følge af krigen.  I 1794 sloges polakkerne under Kościuszko-opstanden   nær Grajewo. I 1777 havde byen 258 indbyggere, og i 1800 havde den 218 indbyggere.